# Prisdorf
Prisdorf est une commune allemande du Schleswig-Holstein, située dans l'arrondissement de Pinneberg (Kreis Pinneberg), à trois kilomètres au nord-ouest de la ville de Pinneberg. Prisdorf est l'une des cinq communes de l'Amt Pinnau dont le siège est à Rellingen.